# René de Knegt
René de Knegt (Zoetermeer, 10 maart 1996) is een Nederlandse handbaldoelman. In 2019 verruilde De Knegt Hurry-Up voor Aalsmeer. Hiervoor speelde hij voor Hellas en Gemini Zoetermeer. Op 25 oktober 2018 speelde De Knegt zijn eerste A-interland tegen Estland.